# João Ananias Vasconcelos Neto
João Ananias Vasconcelos Neto (Santana do Acaraú, 3 de julho de 1962) é um médico sanitarista e político brasileiro. Foi deputado estadual, deputado federal e prefeito de Santana do Acaraú.

## Biografia
Natural de Santana do Acaraú, foi eleito pela primeira vez para a Prefeitura daquela cidade em 1988.
Em 1994, é eleito para o primeiro mandato como deputado estadual na Assembleia Legislativa do Ceará. Em 1996, renuncia ao mandato para assumir novamente o cargo de prefeito de Santana do Acaraú.
Em 2003, filiou-se ao PCdoB.
Em 2015, no primeiro mandato de Cid Gomes, assumiu a Secretaria de Saúde do Ceará.